# 대군주
대군주(大君主)는 조선왕조가 1895년 1월 7일(음력 1894년 12월 12일)부터 1897년 10월 12일까지 사용한 왕의 칭호이다. 이 단어는 서양 군주국의 왕(king) 칭호를 번역할 때도 사용되었다.

## 개요
1894년 7월 조선 정부는 개국 기년(開國紀年)을 선포하여 기존에 대외적으로 썼던 청나라의 연호나 국내에서 죽 사용해 왔던 명나라의 '숭정' 연호를 대신하게 하여 중국왕조에 종속되지 않은 완전한 자주국임을 나타내려 하였다.
같은 맥락에서 1895년 1월 7일(고종 31년 음력 12월 12일) 〈홍범 14조(洪範十四條)〉를 발표하면서 중국과의 종·번(宗藩) 관계를 끝낸다고 선포하고 '대군주'라는 칭호를 쓰게 되었다. 이로써 국왕과 관계된 각종 격식을 제후왕이 아닌 황제에 준하는 것으로 바꾸되 칭호만 황제보다 낮은 형태가 되었다. 대군주 칭호의 도입과 더불어 '대군주 폐하', '왕태후 폐하', '왕후 폐하', '왕태자 전하', '왕태자비 전하' 같은 칭호와 호칭이 도입됐다. 또 '전문(箋文)'은 '표문(表文)'으로 격상됐고, '과인(寡人)'은 '짐(朕)'으로, 대군주의 명령은 황제와 마찬가지로 '칙(勅·敕)'이라고 부르게 하였다. 사실 이런 대군주 칭호의 도입은 10년 전 갑신정변 때 정변 세력이 시행하고자 했던 것과 대동소이했다.
조선이 대군주라는 칭호를 새로 도입했지만 서양의 언어로 번역할 때는 변동이 없이 이전과 동일한 단어(영어의 경우 king)로 번역되었다.
1897년 대한제국이 선포되고 고종이 황제가 되면서 대군주 칭호가 폐지되었다.

## 번역어로서의 활용
대군주라는 칭호는 서양의 왕(영어의 경우 king)을 지칭하는 말로도 사용되었다.
예를 들어 조오수호통상조약에서는 조선의 국왕을 '대조선국 대군주'라고 하였고, 오스트리아 황제의 겸직 칭호인 보헤미아 국왕을 '포희미아(蒲希米亞) 대군주', 헝가리의 사도왕(使徒王)을 '향가리(享加利) 대전교군주(大傳敎君主)'라고 번역했다.

## 참고 사항
현대 한국어에서는 영어 overlord(오버로드)에 대응되는 번역어로도 쓰인다. overlord는 봉건 제도에서 휘하에 여러 군주들을 거느리고 있는 군주를 뜻한다.

## 참고 문헌
- 《고종실록》 1894년 12월 17일(기미) 1번째 기사
- 《한국민족문화대백과》〈대한제국〉